# Naked Baby Photos
Naked Baby Photos è un album compilation dei Ben Folds Five che raccoglie b-sides, inediti e versioni live non pubblicate nei precedenti due dischi. Fu pubblicato il 13 gennaio 1998 per sfruttare commercialmente il buon successo ottenuto dal precedente Whatever and ever amen.

## Formazione
- Ben Folds – piano
- Darren Jessee – batteria
- Robert Sledge – basso

## Tracce
1. Eddie Walker (Folds) – 3:20
2. Jackson Cannery (Folds) – 4:01
3. Emaline (Folds) – 3:23
4. Alice Childress (Live) (Folds, Goodman) – 4:21
5. Dick Holster (Folds) – 0:28
6. Tom & Mary (Folds) – 2:35
7. For Those of Ya'll Who Wear Fannie Packs (Folds, Jessee, Sledge) – 6:06
8. Bad Idea (Folds, Jessee, Sledge) – 2:07
9. Underground (Live) (Folds) – 4:43
10. The Ultimate Sacrifice (Live) (Folds, Jessee, Sledge) – 3:28
11. Satan Is My Master (Live) (Folds, Jessee, Sledge) – 1:33
12. Julianne (Live) (Folds) – 2:35
13. Song for the Dumped (Live) (Folds, Jessee, Sledge) – 4:42
14. Philosophy (Live) (Folds) – 4:52
15. Twin Falls (Live) (Martsch) – 2:25
16. Boxing (Live) (Folds) – 4:38